# 마리아 푸할테
마리아 푸할테(María Pujalte, 1966년 12월 22일 ~ )는 스페인의 배우이다.

## 출연 작품
- 더 매직: 리틀톰과 도둑공주 (2014)
- 투 헬 위드 더 어글리 (2010)
- 인 더 시티 (2003)
- 목수의 연필 (2003)
- 엄마는 여자를 좋아해 (2002)
- 프론트 라인 (1996)